# Abdulah II. Jordanski
Abdulah bin Al-Hussein, jordanski kralj, * 30. januar 1962.
Od leta 1999 je kralj Hašemitske kraljevine Jordanije. Pripada rodbini Hašemiti, ki vlada Jordaniji od leta 1946. Kralj Abdulah je potomec islamskega preroka Mohameda. Od leta 1993 je poročen z Ranio Al-Yassin (zdaj kraljico Ranio), s katero ima štiri otroke.

## Življenje
Abdulah se je rodil 30. januarja 1962 v Amanu kot drugi otrok kralja Husseina in prvi otrok princese Mune al-Hussein (roj. Antoinette Avril Gardiner). Kot najstarejši sin Husseina je Abdulah glede na ustavo iz 1952 postal jordanski prestolonaslednik. Zaradi politične nestabilnosti je kralj Hussein namesto njega imenoval odraslega dediča; leta 1965 je za prestolonaslednika imenoval Abdulahovega strica, princa Hassana.
Leta 1966 je Abdulah začel svoje šolanje v Amanu in ga nadaljeval v Angliji. Nato je obiskoval srednjo šolo v ZDA. Leta 1980 je začel hoditi na Kraljevo vojaško akademijo Sandhurst v Veliki Britaniji in tam tudi služil v britanski vojski. Po Sandhurstu je bil imenovan za 
podporočnika v britanski vojski. Leta 1982 je bil sprejet na Pembroke College Univerze v Oxfordu, kjer je končal enoletni specialistični študij bližnjevzhodnih zadev. V naslednjih letih se je pridružil kraljevi jordanski vojski in kasneje kraljevemu jordanskemu vojnemu letalstvu (ang. Royal Jordanian Air Force). Leta 1987 je obiskoval Georgetown univerzo v Washingtonu, D.C., kjer je študiral mednarodne zadeve.
24. januarja je bil Abdulah znova proglašen za jordanskega prestolonaslednika in tako zamenjal svojega strica, princa Hassana. Abdulah je postal kralj 7. februarja 1999 po smrti svojega očeta, kralja Husseina.
28. novembra 2004 je Abdulah svojemu polbratu, princu Hamzahu, odvzel naziv prestolonaslednik. Za prestolonaslednika ga je imenoval 7. februarja 1999 po nasvetu očeta. Čeprav takrat ni bil imenovan noben naslednik naziva, se je pričakovalo, da bo to postal njegov sin, princ Hussein. Hussein je novi prestolonaslednik postal 2. julija 2009.

## Poroka in otroci
Princ je spoznal svojo ženo januarja 1993 na večerji, ki jo je organizirala njegova sestra, princesa Aisha. Dva meseca kasneje sta se zaročila. Poročila sta se 10. junija 1993. Skupaj imata štiri otroke:
- Prestolonaslednik Husein bin Abdulah, rojen 28. junija 1994
- Princesa Iman bint Abdulah, rojena 27. septembra 1996
- Princesa Salma bint Abdulah, rojena 26. septembra 2000
- Princ Hashem bin Abdulah, rojen 30. januarja 2005

## Odlikovanja in nagrade
Leta 2002 je prejel zlati častni znak svobode Republike Slovenije z naslednjo utemeljitvijo: »za zasluge pri utrjevanju prijateljskih meddržavnih odnosov med Republiko Slovenijo in Hašemitsko kraljevino Jordanijo«.

## Nazivi
- 30. januar 1962 – 1. marec 1965: Njegovo kraljevo visočanstvo jordanski prestolonaslednik
- 1. marec 1965 – 24. januar 1999: Njegovo kraljevo visočanstvo princ Abdullah Jordanski
- 24. januar 1999 – 7. februar 1999: Njegovo kraljevo visočanstvo jordanski prestolonaslednik
- 7. februar 1999 – danes: Njegovo veličanstvo kralj Hašemitske kraljevine Jordanije